# La vergine dei sicari
La vergine dei sicari (La virgen de los sicarios) è un film del 2000 diretto da Barbet Schroeder e interpretato da Germán Jaramillo, Anderson Ballesteros e Juan David Restrepo, tratto dall'omonimo romanzo di Fernando Vallejo.

## Trama
Fernando Vallejo, famoso scrittore colombiano omosessuale, dopo trent'anni di assenza torna nella sua città natale, Medellin.
Qui conosce immediatamente il giovane Alexis, in una casa di appuntamenti. Alexis è un ragazzo come tanti a Medellin, costretto ad uccidere per professione e a rischiare la sua stessa vita ogni giorno.
I due intraprendono una storia d'amore e iniziano, dopo breve tempo, a convivere nell'appartamento che lo scrittore ha ereditato dalla sua defunta sorella.
Fernando nota che in città tutto è cambiato. Medellin appare segnata dall'odio e dalla violenza e uccidere è all'ordine del giorno. Lo stesso Alexis compie una serie di assassinii per "difendere" Fernando, molti dei quali con motivi futili.
Alexis e Fernando vanno alla riscoperta dei luoghi che hanno segnato l'infanzia dello scrittore. Questi luoghi però hanno subito la stessa sorte del resto della città: molti dei suoi ricordi sono andati perduti.
In una delle passeggiate Alexis presenta a Fernando i suoi amici: "La Peste" e "The Revenant". Quest'ultimo avvertirà più volte Alexis dell'imminente arrivo di sicari con l'incarico di uccidere il ragazzo.
Un giorno Alexis e Fernando trovano un cane caduto in un canale. A causa delle ferite che il cane riporta non è possibile salvarlo. Alexis mostra il suo lato umano, non riuscendo a trovare la freddezza per porre fine alle sofferenze del cane. Allora se ne incarica Fernando, che colto poi dal rimorso tenta il suicidio puntandosi la pistola alla tempia. Solo la prontezza di Alexis fa sì che il colpo vada a vuoto. Nella colluttazione però la pistola casca in acqua e la corrente la porta via. È questo il momento in cui il ragazzo perde la sua protezione, che gli era garantita dalla presenza della pistola. Infatti Alexis viene ucciso da due ragazzi in moto, poco dopo averla persa.
Fernando decide quindi di incontrare la madre del giovane Alexis e scopre il soprannome dell'assassino del suo amante: "Blue Lagoon".
Dopo diverso tempo dalla morte di Alexis, Fernando incontra un nuovo ragazzo, Wilmar, con il quale nasce una nuova storia d'amore. Anche Wilmar uccide per amore di Fernando.
Poi Fernando scopre tramite "La Peste" - l'amico di Alexis - che Wilmar è l'assassino di Alexis. Inizialmente, Fernando cerca di uccidere Wilmar, ma poi scoprendo che Wilmar aveva ucciso Alexis per vendicarsi della morte del fratello decide di non farlo più e di continuare il loro amore. Insieme scelgono di partire e lasciare definitivamente Medellin, ma Wilmar durante il suo ultimo saluto alla madre viene assassinato, in una sparatoria tra bande rivali.
Ancora una volta Fernando torna a casa solo.

## Personaggi
- Personaggi principali:
  - Fernando: è un noto scrittore omosessuale che, dopo trent'anni di viaggi all'estero, decide di tornare nella sua città natia Medellin, in Colombia, dove conosce due ragazzi, Alexis e Wilmar, dei quali si innamorerà.
  - Alexis: è il primo ragazzo che Fernando incontra dopo il suo ritorno in città e con il quale nasce un amore. È un killer proveniente da uno dei più poveri quartieri di Medellin, Santo Domingo Savio. Rimane ucciso in uno scontro tra bande rivali.
  - Wilmar: è l'assassino di Alexis. Anche lui proviene da un povero quartiere di Medellin, La Francia, quartiere rivale di Santo Domingo Savio. Si innamora di Fernando dopo la morte di Alexis, ma lui stesso viene ucciso per mano di altri sicari.
- Personaggi secondari:
  - The Revenant: è un personaggio ambiguo ed enigmatico. Il suo ruolo è quello di avvisare Alexis dell'arrivo dei suoi sicari, descrivendoli nel dettaglio.
  - La Peste: è un amico di Alexis. È lui che rivela a Fernando che Wilmar è il "Blue Lagoon", l'assassino di Alexis.

## Ambientazione
La vergine dei sicari è ambientato a Medellin in Colombia.
Nel film è rappresentato un costante parallelismo.
Da una parte c'è la città controllata dai narcotrafficanti nelle cui strade dilaga la violenza e tutti sono pronti ad uccidere per qualsiasi motivo.
D'altra parte c'è la profonda devozione alla Vergine, a cui gli stessi assassini si rivolgono per chiedere aiuto e protezione durante le loro missioni.

## Colonna sonora
L'album contenente la colonna sonora del film è stato pubblicato nel 2000 dall'etichetta francese Milan Records.

### Tracce
1. Senderito de Amor – 2:21
2. Titulos – 2:37
3. Amar y Vivir – 2:38
4. Alucinaciones en la Iglesia – 3:03
5. Nubes – 1:41
6. La Infamia de Dios – 0:27
7. Nadie et Eterno – 3:26
8. Matar – 1:39
9. La Creciente – 2:58
10. El Beso – 0:54
11. Matilde Lima – 2:36
12. El Difunto – 1:13
13. La Gota Fria – 5:24
14. Lluvia de Sangre – 0:48
15. Fiesta de los Negritos – 2:51
16. En la Calle – 1:10
17. El Campeon – 2:31
18. La Morgue – 1:18
19. Tango del Billar – 2:24
20. La Espera – 6:51

## Distribuzione
Il film è stato distribuito nei seguenti paesi:
- USA il 1º settembre 2000
- Italia l'8 settembre 2000
- Francia il 20 settembre 2000
- Belgio il 27 settembre 2000
- Spagna l'11 ottobre 2000
- Colombia il 24 novembre 2000
- Svizzera il 28 giugno 2001
- Argentina il 9 agosto 2001
- Grecia il 5 settembre 2001
- Canada il 1º ottobre 2001
- Australia il 4 ottobre 2001
- Messico l'11 gennaio 2002
- Perù il 1º maggio 2002
- Portogallo il 3 maggio 2002
- Polonia il 28 giugno 2002
- Germania il 2 febbraio 2004
- Repubblica Ceca il 27 marzo 2009

I distributori del film sono i seguenti:
- BiM Distribuzione (Italia)
- Les Films du Losange
- Momentum Pictures (UK)
- Paramount Classics (USA)
- Primer Plano Film Group (Argentina)
- Vértigo Films (Spagna)

## Titolo
Il titolo dei film (in lingua originale La virgen de los sicarios) è stato tradotto come:
- La vergine dei sicari, Italia
- Our Lady of the Assassins, USA
- La vierge des tueurs, Francia
- Die Madonna der Mörder, Germania
- Bérgyilkosok madonnája, Ungheria
- I parthenos ton dolofonon, Grecia
- Matka boska morderców, Polonia
- Nossa Senhora dos Assassinos, Brasile
- Nossa Senhora dos Matadores, Portogallo
- Strázný andel vrahu, Repubblica Ceca

## Accoglienza
Il film su Internet Movie Database ha raggiunto un gradimento di 6,9/10.
I voti più alti si sono registrati tra le donne di età superiore ai 45 anni (con media pari a 7,9/10), mentre i voti più bassi si sono avuti tra gli uomini di età compresa tra i 18 e 29 anni (con media pari a 6,6/10).

## Curiosità
- Le riprese del film si sono svolte tra il 23 marzo e il 14 maggio 2000[5] a Medellin, Antioquia, Colombia.[6]
- Nella distribuzione italiana del film, una frase riguardante il Papa è stata censurata e cambiata.[7]
- Il film è stato vietato in Argentina, Cile, Perù, Spagna ai minori di 18 anni; in Svizzera e Portogallo ai minori di 16 anni e in Francia ai minori di 12 anni.[8]
- La troupe cinematografica, durante le riprese del film per le vie di Medellin, è stata accompagnata da una scorta di uomini armati.[9]

## Riconoscimenti
Il film ha ricevuto i seguenti riconoscimenti:
- 2000 Havana Film Festival
  - Miglior lavoro di un regista non latino-americano su un argomento dell'America Latina a Barbet Schroeder
- 2000 Film Festival di Venezia
  - Medaglia d'oro della Presidenza del Senato a Barbet Schroeder
  - Nomination per il Leone d'oro a Barbet Schroeder
- 2001 Verzaubert-Gay&Lesbian Film Festival
  - Miglior film a Barbet Schroeder
- 2002 Satellite Award
  - Nomination per il miglior film in lingua straniera
- 2002 Political Film Society, USA
  - Nomination PFS Award